# Шмераль, Богумир
Богумир Шмераль (чеш. Bohumír Šmeral; 25 октября 1880, Тршебич — 8 мая 1941, Москва) — чешский политик, основатель Коммунистической партии Чехословакии.

## Биография
Родился в Тршебиче. Ещё учась в гимназии вступил в Чешскую социал-демократическую партию. В 1898—1904 изучал право в Карловом университете и активно участвовал в политической деятельности. С 1899 работал в партийной газете «Právo lidu». В 1909 избран в исполнительный комитет социал-демократической партии. В 1911 году избран в рейхсрат. В 1914—1917 годах — председатель Чехословацкой социал-демократической рабочей партии. Во время первой мировой выступал за федерализацию Австро-Венгрии, но против её распада на несколько маленьких государств. В результате этого в сентябре 1917 был подвергнут критике за проавстрийскую позицию и смещён с поста председателя партии.
В 1918—1919 не участвовал в политике, работая корреспондентом «Právo lidu» в Швейцарии. Весной 1920 года приехал в Советскую Россию, где встречался с Лениным. После возвращения в Чехословакию возглавил левое крыло социал-демократии, подготавливая создание компартии. В мае 1921 основал Коммунистическую партию Чехословакии. Входил в её исполнительный комитет, позже переименованный в центральный комитет. Критиковался радикальными коммунистами за умеренность. В 1922—1935 годах — член Исполкома Коминтерна.
В сентябре 1938, после Мюнхенского соглашения и отторжения Судетской области от Чехословакии, уехал в Москву, где возглавил руководящий центр КПЧ, которая вскоре была запрещена в Чехословакии. Умер в 1941 году.
Сын: Шмераль, Ян Богумирович (1929—1990).

## Труды
- Kdo jsou a co chtějí sociální demokraté (Кто такие и чего хотят социал-демократы) 1906.
- Materálie k dějinám dělnického hnutí (Материалы к деятельности рабочего движения) 1906.
- Pravda o sovětském Rusku (Правда о советской России). 1920
- První cesty do země Leninovy (1971)
- Historické práce 1908—1940 (1962)
- Výbor z díla 1902—1921 (1981)
- Výbor z díla 1922—1939 (1981)